# Nelson Sossa
Nelson Sossa Chávez (La Paz, 14 de março de 1986) é um futebolista boliviano que atua como atacante.

## Carreira
Nelson Sossa se profissionalizou no San José.

## Seleção
Nelson Sossa integrou a Seleção Boliviana de Futebol na Copa América de 2007.

## Clubes
- 2004-2008: Jorge Wilstermann
- 2009-atualmente: Aurora